# Đại học Tiểu bang Kansas
Đại học Bang Kansas, tên tiếng Anh là Kansas State University thường được gọi tắt là K-State, nằm tại Manhattan, Kansas, Hoa Kỳ. Trường K-State là trường đại học công lập lâu đời nhất của bang Kansas với tổng số sinh viên lên đến 23.588 trong kỳ Thu 2011.
Một cơ sở khác của K-State đặt tại Salina, Kansas, dành cho Trường Công nghệ và Hàng không – một trường thành viên trong hệ thống các trường thuộc K-State - nằm tại thành phố Salina cách Manhattan 70 dặm về phía tây. Cơ sở đào tạo mới nhất là Olathe vừa được Trường K-State khai trương được hơn một năm phục vụ chủ yếu cho công tác nghiên cứu của nhà trường, được đặt tại khu Công viên Khoa học Sinh học của Bang Kansas (Kansas BioScience Park).
Trường K-State được tổ chức Carnegie Classification of Institutions of Higher Education xếp loại là một trường đại học chuyên về nghiên cứu cấp cao (research university with high research - RU/H).
Trường đã thành lập Văn phòng đại diện tuyển sinh tại Việt Nam tại địa chỉ 8C Hai Bà Trưng, Hoàn Kiếm, Hà Nội, Việt Nam. Văn phòng này đặt dưới sự điều hành của Capstone Việt Nam, 1 tổ chức phát triển nguồn nhân lực tại Hà Nội.

## Lịch sử
Đại học Bang Kansas, tiền thân là Kansas State Agricultural College, là một trường công lập được thành lập ngày 16/2/1863 trong thời kì Nội chiến tại Mỹ theo Đạo luật Morrill. Đây cũng là trường đại học đầu tiên được thành lập theo Đạo luật này. K-State đồng thời là trường đại học lâu đời nhất tại bang Kansas và lâu đời thứ ba trong Hiệp hội Big 12 (gồm 10 trường đại học công lập ở miền Trung Tây nước Mỹ).
Những ngày đầu đi vào hoạt động, đại học Bang Kansas trở thành trường đại học công lập thứ hai chấp nhận nữ sinh tại Mỹ. Học kỳ đầu tiên, trường có tổng cộng 52 sinh viên, 26 nam và 26 nữ.
Năm 1931, trường được đổi tên thành Đại học Nông nghiệp và Khoa học ứng dụng (Kansas State College of Agriculture and Applied Science). Đến năm 1951, theo xu hướng phát triển của các chương trình sau đại học, các nhà lập pháp bang quyết định đổi tên trường thành Đại học Nông nghiệp Bang Kansas, thậm chí ngày nay trong một số văn bản pháp lý tên này vẫn được dùng cùng lúc với cái tên Đại học Bang Kansas.
Ngày 15/6/2009, ông Kirk Schulz trở thành Chủ tịch thứ 13 của Đại học Bang Kansas. Tháng 3 năm 2010, ông Kirk công bố kế hoạch phát triển K-State tầm nhìn 2025 với mục tiêu được xếp hạng là một trong 50 cơ sở đạo tạo-nghiên cứu hàng đầu quốc gia.

### Thông tin sơ lược

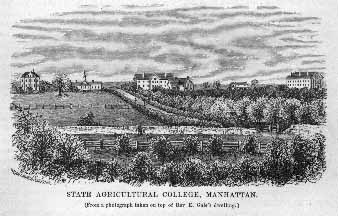
The college in 1878

Từ năm 1987, K-State đứng đầu cả nước về số lượng sinh viên giành học bổng Rhodes, Marshall, Truman, Goldwater, và Udall với tổng số 124 giải thưởng.
Đại học Bang Kansas hiện có 65 khoa tại 9 trường đại học thành viên trên các lĩnh vực: Nông nghiệp; Kiến trúc, thiết kế và lập đồ án; Khoa học tự nhiên và Khoa học xã hội; Quản trị kinh doanh; Giáo dục; Kỹ thuật; Khoa học con người; Công nghệ và Hàng không; và Thú y. Khoa sau đại học của trường đào tạo gần 100 chương trình Thạc sĩ và gần 50 chương trình Tiến sĩ.
Năm 1991, Học viện Kỹ thuật Bang Kansas tại Salina, Kansas được sáp nhập vào Đại học Bang Kansas theo một Đạo luật của Bang, trở thành Đại học Công nghệ và Hàng không K-State. Trường đặt tại cơ sở tại Salina và thường được gọi là K-State Salina.
K-State còn thường được biết đến với hàng loạt các chương trình diễn thuyết danh giá mang tên Landon, Lou Douglas, Huck Boyd, Dorothy L.Thompson. Trong những năm gần đây, chương trình diễn thuyết Landon thu hút sự tham gia của nhiều nhân vật nổi tiếng như Tổng thống George W Bush, Tổng thống Bill Clinton, Cựu Tổng thống Mexico Vicente Fox và Thẩm phán Tòa án tối cao Mỹ Sonia Sotomayor.
Từ năm 1999, trường K-State bắt đầu áp dụng Quy tắc danh dự về học tập (academic honor code). Các sinh viên khi nhập học sẽ phải tuân theo lời thề danh dự: "Với tất cả danh dự và với tư cách là một sinh viên, tôi sẽ không bao giờ cung cấp hay tiếp nhận một sự trợ giúp không được phép nào trong quá trình học tập của mình."

## Các Thông tin về Nghiên cứu và Văn hóa

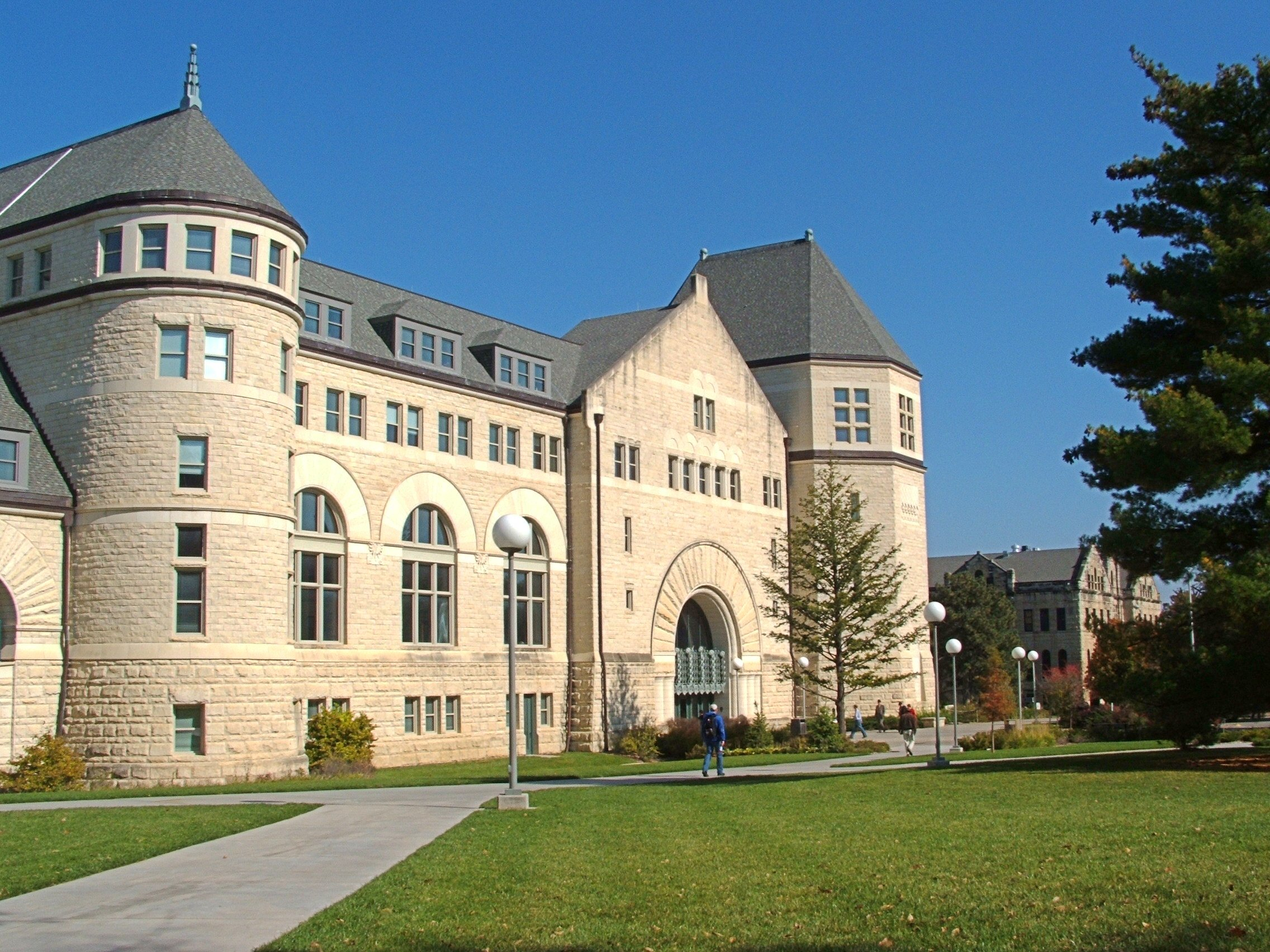
Hale Library

### Nông nghiệp
Trường K-State đặc biệt quan tâm tới lĩnh vực Nông nghiệp, đặc biệt là đời sống động, thực vật ở vùng Great Plains. Vườn thực nghiệm Kansas State University Gardens nằm trong khuôn viên trường vừa là nơi cung cấp giáo cụ trực quan, vừa là "phòng thực hành" cho sinh viên K-State và người dân. Thảo nguyên Knoza Prairie là một khu bảo tồn các loại cỏ thân cao nằm ở Nam Manhattan, đồng sở hữu bởi Hiệp hội bảo tồn thiên nhiên và Đại học Bang Kansas; hoạt động như một trung tâm nghiên cứu chuyên ngành dưới sự điều hành của Khoa Sinh. Trường cũng sở hữu hơn 18,000 mẫu Anh (73 km²) được sử dụng làm cơ sở Thực hành Nông nghiệp cho các trung tâm nghiên cứu đặt tại Hays, Garden City, Colby và Parsons.

### Văn hóa nghệ thuật
Tại K-State, có khá nhiều bảo tàng phục vụ cho việc học tập, giảng dạy, có thể kể đến như Bảo tàng Nghệ thuật Biển Marianna Kristler, Công viên côn trùng K-State, Bảo tàng Phục Trang và Dệt may KSU, và các Phòng trưng bày Chang, Chapman và Kemper. Đều đặn hàng năm, trường cũng tổ chức các chương trình biểu diễn kịch, khiêu vũ, hòa nhạc tại khán phòng McCain.

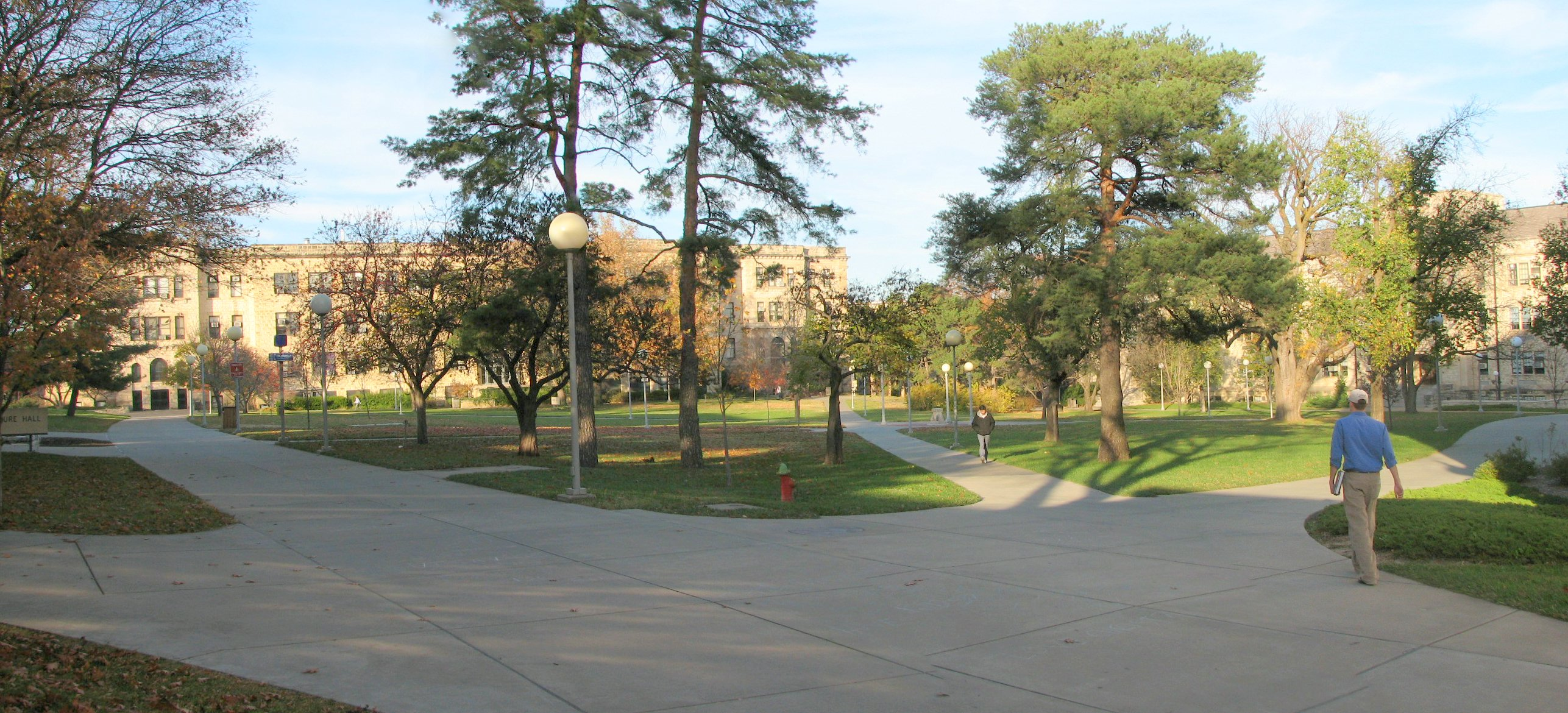
Waters Quad just North of Hale Library

### Khoa học sinh vật
Năm 2006, K-State khai trương Viện nghiên cứu An toàn sinh học (Biosecurity Research Institute - BRI). Tại BRI, các nhà khoa học cùng các cộng sự làm việc hết mình để phân tích, nghiên cứu các mầm bệnh nguy hiểm, có sức tàn phá lớn. Trụ sở BRI được thiết kế và xây dựng đạt tiêu chuẩn an toàn sinh học cấp độ 3 (BSL-3) và tiêu chuẩn an toàn sinh học trong nghiên cứu nông nghiệp với cùng cấp độ (BSL-3Ag).
Sự ra đời của BRI đã góp phần thu hút sự quan tâm của Hiệp hội quốc gia về bảo vệ Sinh học và Nông nghiệp (National Bio and Agro-Defense Facility - NBAF) tới trường K-State và thành phố Manhattan. Trong tương lai, NBAF sẽ xây dựng một cơ sở tại đây trên diện tích đất khoảng 46,000 m2 (500.000 mẫu Anh) nhằm mục đích sử dụng cho công tác nghiên cứu và phục vụ nghiên cứu. Chi phí xây dựng ước tính lên đến 650 triệu Đô-la.
Theo sau NBAF, lãnh đạo của hai cơ quan liên bang khác cũng đã thông báo kế hoạch đến với K-State. The Arthropod-Borne Animal Disease Research Unit (ABADRU) - cơ quan chuyên trách về các loại bệnh ở động, thực vật bị gây ra bởi côn trùng đã quyết định dời phòng thí nghiệm của họ tại Laramie của Bang Wyoming về K-State để dễ dàng tiếp cận hơn với các thành quả nghiên cứu tại đây. Ngoài ra, Trung tâm Xuất sắc chuyên nghiên cứu các bệnh trên cơ thể động vật (Center of Excellence for Emerging and Zoonotic Animal Diseases - CEEZAD) đang có kế hoạch nghiên cứu mầm bệnh từ động vật truyền sang người, có nguy cơ gây thiệt hại lớn về kinh tế đối với ngành nông nghiệp Mỹ, an ninh nội địa, sức khỏe con người và các loài động vật khác. Nghiên cứu này sẽ được điều hành bởi tiến sĩ Juergen Rich của trường K-State.

### Chương trình diễn thuyết Landon
Đại học Bang Kansas thường xuyên tổ chức chương trình diễn diễn thuyết Landon nhằm tưởng nhớ Cựu Thống đốc Bang và cũng là ứng cử viên Tổng thống Alfred Landon. Chương trình này không chỉ dành cho sinh viên và giảng viên trong trường mà còn mở rộng cửa cho các đối tượng quan tâm khác.
Chương trình thu hút sự tham gia của nhiều nhà diễn thuyết lỗi lạc, mà chủ yếu là các cựu chính trị gia và một số các quan chức đương nhiệm trong chính quyền Mỹ. Ngày 23/6/2006, Tổng thống Mỹ George W.Bush trở thành khách mời của buổi diễn thuyết thứ 143 của chương trình này tại Bramlage Coliseum. Ngày 2/3/2007, người tiền nhiệm của Tổng thống Bush, Cựu Tổng thống Bill Clinton cũng tham gia vào buổi diễn thuyết thứ 149. Ngày 23/8/2008, buổi diễn thuyết số 152 diễn ra với sự tham dự của Cựu Tổng thống Mexico Vicente Fox. Tổng cộng đã có đến 6 vị Tổng thống Mỹ và 3 Tổng thống từ các quốc gia khác là khách mời diễn thuyết tại K-State. Hàng năm, có khoảng 4 nhà diễn thuyết nhận lời đến với chương trình Landon. Thẩm phán Tòa án Tối cao Sonia Sotomayor là lãnh đạo cao cấp gần nhất diễn thuyết tại đây vào tháng 1/2011.

### Kĩ thuật và Vật lý
Các cơ sở nghiên cứu khác tại trường có thể kể đến Phòng thí nghiệm James R.Macdonald chuyên nghiên cứu về nguyên tử, phân tử, vật lý quang học; Trung tâm NASA nghiên cứu về lực hấp dẫn trong tế bào và các sinh vật học phát triển. Kỹ thuật lazer đa bào được phát triển bởi các nhà nghiên cứu của K-state đã mở đường cho kỹ thuật phẫu thuật LASIK. 
Các cơ sở ngiên cứu khác bao gồm:
- Trung tâm nghiên cứu chất lỏng phức tạp (Center for Complex Fluid Flows)
- Viện nghiên cứu Môi trường (Institute for Environmental Research)
- Phòng thí nghiệm Quốc gia về Máy sử dụng khí đốt (The National Gas Machinery Laboratory)
- Cơ sở nghiên cứu nguyên tử TRIGA Mark II (TRIGA Mark II Nuclear Research Facility)
- Phòng thí nghiệm Các vật liệu bán dẫn và Công nghệ phóng xạ (Semiconductor Materials and Radiological Technologies (S.M.A.R.T.) Laboratory)
- Phòng thí nghiệm Thiết kế điện tử (Electronics Design Laboratory)

## Thể thao

Kansas State Wildcats "Powercat" logo

Các đội tuyển thể thao của K-State được gọi là Dã Miêu (Wildcats). Tất cả đều là thành viên của NCAA 1 và Hiệp hội Big 12 gồm 10 trường đại học công lập ở miền Trung Tây nước Mỹ. Trường là một trong số rất ít trường có một màu truyền thống duy nhất là màu tím hoàng gia. Bên cạnh đó, màu trắng và màu bạc thường được dùng bổ sung. Màu trắng cùng với màu tím đã cùng xuất hiện trong bài ca chiến đấu của trường với tên gọi: "Mèo hoang chiến thắng" (Wildcat Victory). Biểu tượng thể thao được thiết kế với hình ảnh cách điệu của hình ảnh đầu mèo và được tô màu tím hoàng gia.
Các hoạt động thể thao chính thức tại trường bao gồm bóng đá, bóng rổ, bóng chày, gôn, quần vợt, đua thuyền, cưỡi ngựa và bóng chuyền.

## Cựu sinh viên điển hình
Từ khóa tốt nghiệp đầu tiên năm 1867, nhiều cưụ sinh viên của Đại học Bang Kansas đã đảm nhiệm nhiêu vị trí, công việc khác nhau trong xã hội. Hiện tại, Thống đốc Bang Kansas và một Thượng nghị sĩ Bang là những nhân vật tốt nghiệp từ ngôi trường này. Một số cựu sinh viên nổi tiếng khác có thể kể đến là Phó Tổng thống Liberi, Chủ tịch Viện Công nghệ Georgia, nhiếp ảnh gia trưởng của Nhà Trắng. Một số cựu sinh viên khác đã tỏa sáng tại Rock and Roll Hall of Fame và the College Football Hall Fame, một số khác đã trở thành Chủ tịch Nhân sự, giành giải Emmy hay thậm chí Huy chương vàng Olympic.

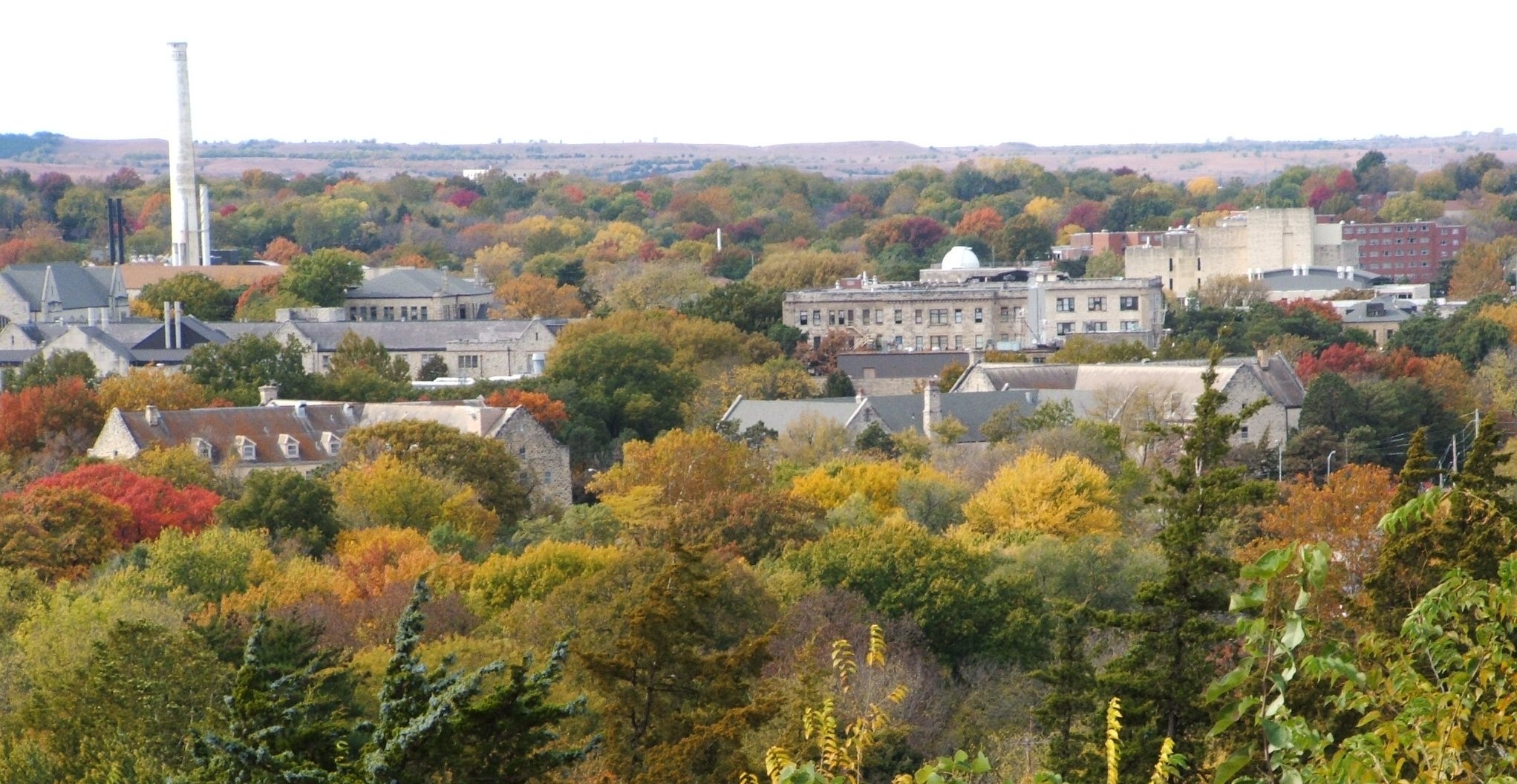
Northern Campus in October

## Khuôn viên
Khuôn viên chính của Đại học Bang Kansas nằm tại Manhattan trên diện tích 668 mẫu Anh (2.70 km²). Từ năm 1986, K-State đã mở rộng thêm hơn 2 triệu mẫu anh (186,000 m²) diện tích sàn, trong đó bao gồm một thư viện mới, bảo tàng nghệ thuật và cơ sở nghiên cứu cây trồng.